# 東國
東國是日本在近代以前的一個地理概念，為大和朝廷對東海道鈴鹿關、不破關以東地方稱呼。東國的地域包括了關東地方、東海地方。此外，東北地方被稱為蝦夷或陸奧。

## 概要
東國的原住民不是和人，而是蝦夷人。自古墳時代至飛鳥時代，大和朝廷不斷出兵此地。在日本神話中，有日本武尊出兵東國的記載。進入平安時代的811年（弘仁二年），大和王權才將東國納入版图。
從飛鳥時代起，朝廷開始安置渡來人於此地進行開發。
日本朝廷對這裡的控制力一向不足，很多被降為臣籍的王子被派遣管理這裡，其中最著名的是平高望。
這裡後來一直是武士根據地，較著名的有坂東平氏和河内源氏。